# Greiz (huyện)
Greiz là một huyện ở phía đông bang Thüringen, Đức. Các huyện giáp ranh (từ phía tây theo chiều kim đồng hồ) Là: Saale-Holzland, Saale-Orla, 
district-free city Gera, Burgenlandkreis ở Sachsen-Anhalt, Altenburger Land, và hai huyện của bang tự do Sachsen Zwickauer Land và Vogtlandkreis.
Trong quá khứ, khu vực huyện này thuộc Vogtland, đặt tên theo Vogt theo tên người cai trị khu vực vào thế kỷ 13. Chỉ có hai nhánh dòng họ Reuß tồn tại từ lúc đó, với một công quốc ở Greiz, còn một nhánh ở Gera và Schleiz. Năm 1919, hai khu vực này được hợp nhất thành Volksstaat Reuß, và thuộc bang Thuringen năm 1920.

## Thị xã và đô thị
| Thị xã không thuộc Verwaltungsgemeinschaft                                           | đô thị | |
| ------------------------------------------------------------------------------------ | --- | --- |
| 1. Bad Köstritz 2. Berga/Elster 3. Greiz 4. Ronneburg 5. Weida 6. Zeulenroda-Triebes | 1. Caaschwitz 2. Crimla 3. Harth-Pöllnitz 4. Hartmannsdorf 5. Kraftsdorf 6. Langenwetzendorf 7. Langenwolschendorf | 1. Mohlsdorf 2. Neumühle/Elster 3. Teichwolframsdorf 4. Vogtländisches Oberland 5. Weißendorf 6. Wünschendorf/Elster |

| Verwaltungsgemeinschaften | Verwaltungsgemeinschaften | Verwaltungsgemeinschaften |
| --- | --- | --- |
| 1. Am Brahmetal 1. Bethenhausen 2. Brahmenau 3. Großenstein1 4. Hirschfeld 5. Korbußen 6. Pölzig 7. Reichstädt 8. Schwaara 2. Auma-Weidatal 1. Auma1, 2 2. Braunsdorf 3. Göhren-Döhlen 4. Merkendorf 5. Silberfeld 6. Staitz 7. Wiebelsdorf 8. Zadelsdorf | 3. Ländereck 1. Braunichswalde 2. Endschütz 3. Gauern 4. Hilbersdorf 5. Kauern 6. Linda bei Weida 7. Paitzdorf 8. Rückersdorf 9. Seelingstädt1 4. Leubatal 1. Hain 2. Hohenleuben1, 2 3. Hohenölsen 4. Kühdorf 5. Lunzig 6. Neugernsdorf 7. Schömberg 8. Steinsdorf 9. Teichwitz 10. Wildetaube | 5. Münchenbernsdorf 1. Bocka 2. Hundhaupten 3. Lederhose 4. Lindenkreuz 5. Münchenbernsdorf1, 2 6. Saara 7. Schwarzbach 8. Zedlitz |
| 1thủ phủ của Verwaltungsgemeinschaft;2thị xã | | |